# Všesoky
Všesoky (německy Wschesok) jsou malá vesnice, část obce Chlístovice v okrese Kutná Hora. Nachází se asi 3,5 kilometru jihozápadně od Chlístovic.
Všesoky je také název katastrálního území o rozloze 4,28 km². V katastrálním území Všesoky leží i Švábínov.

## Historie
První písemná zmínka o vesnici pochází z roku 1398.
Roku 1950 byla obec Všesoky sloučena s obcí Kralice do obce Kralice.

## Fotogalerie

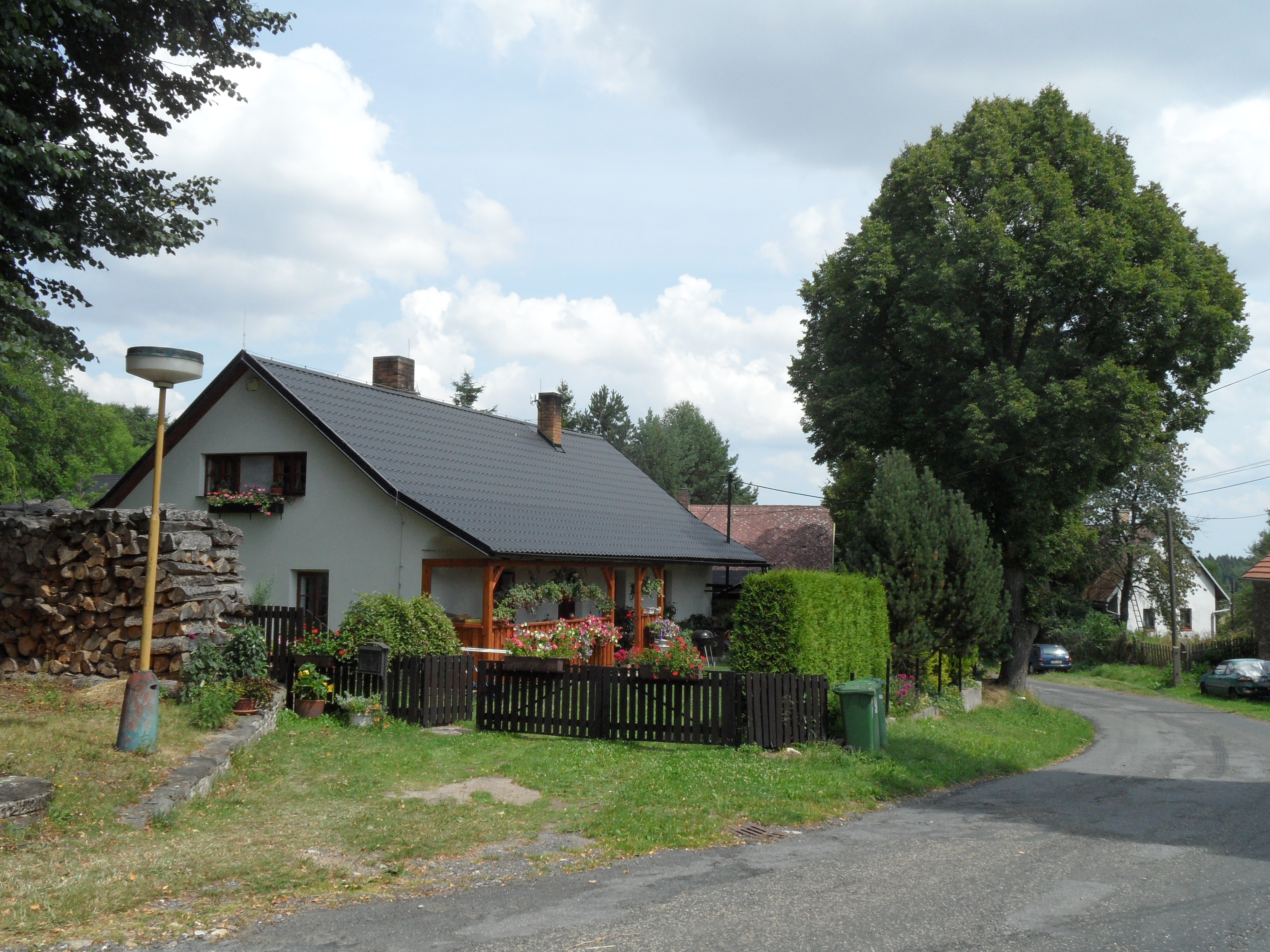
Dům se stromem u silnice
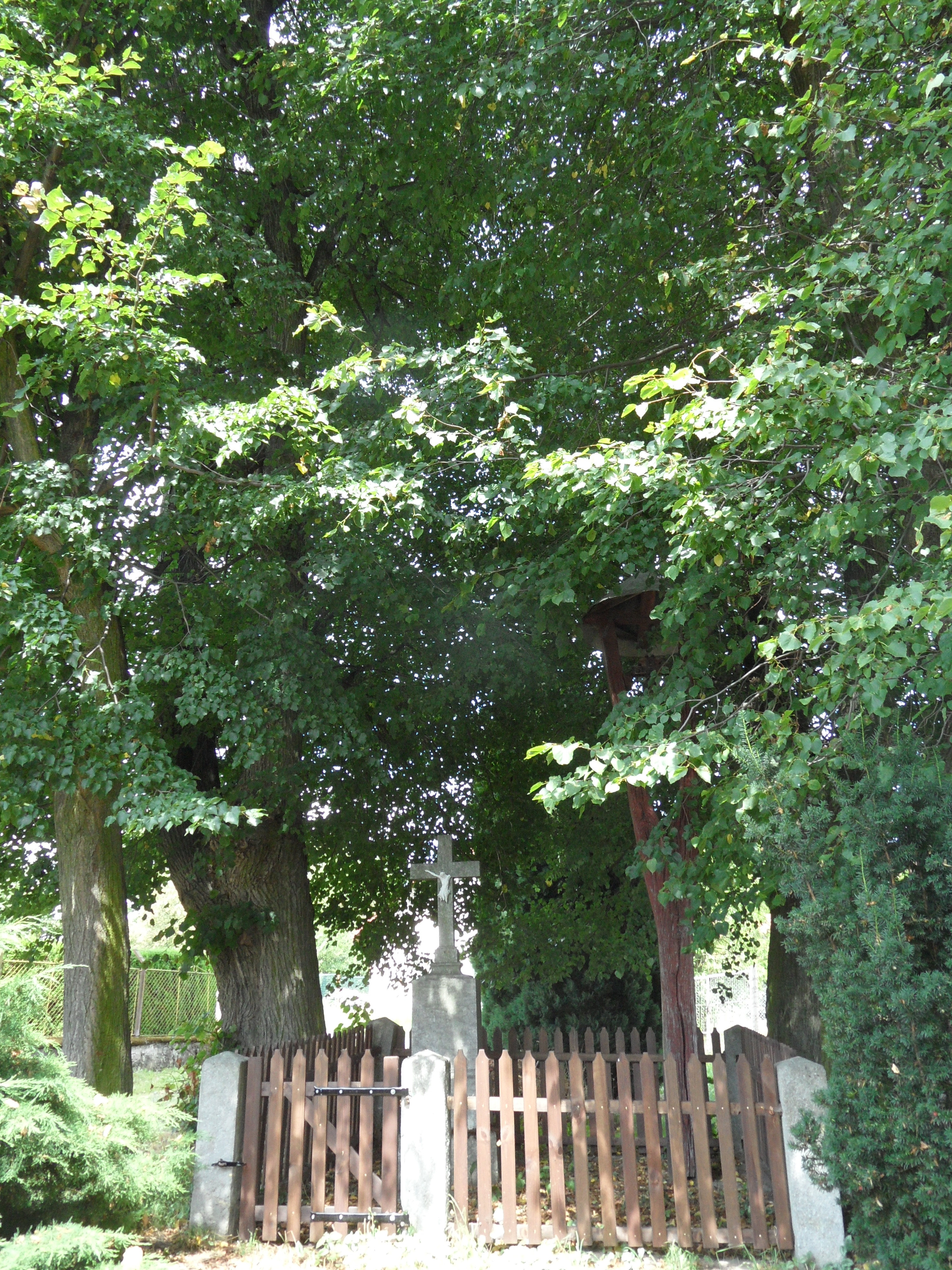
Křížek pod stromy
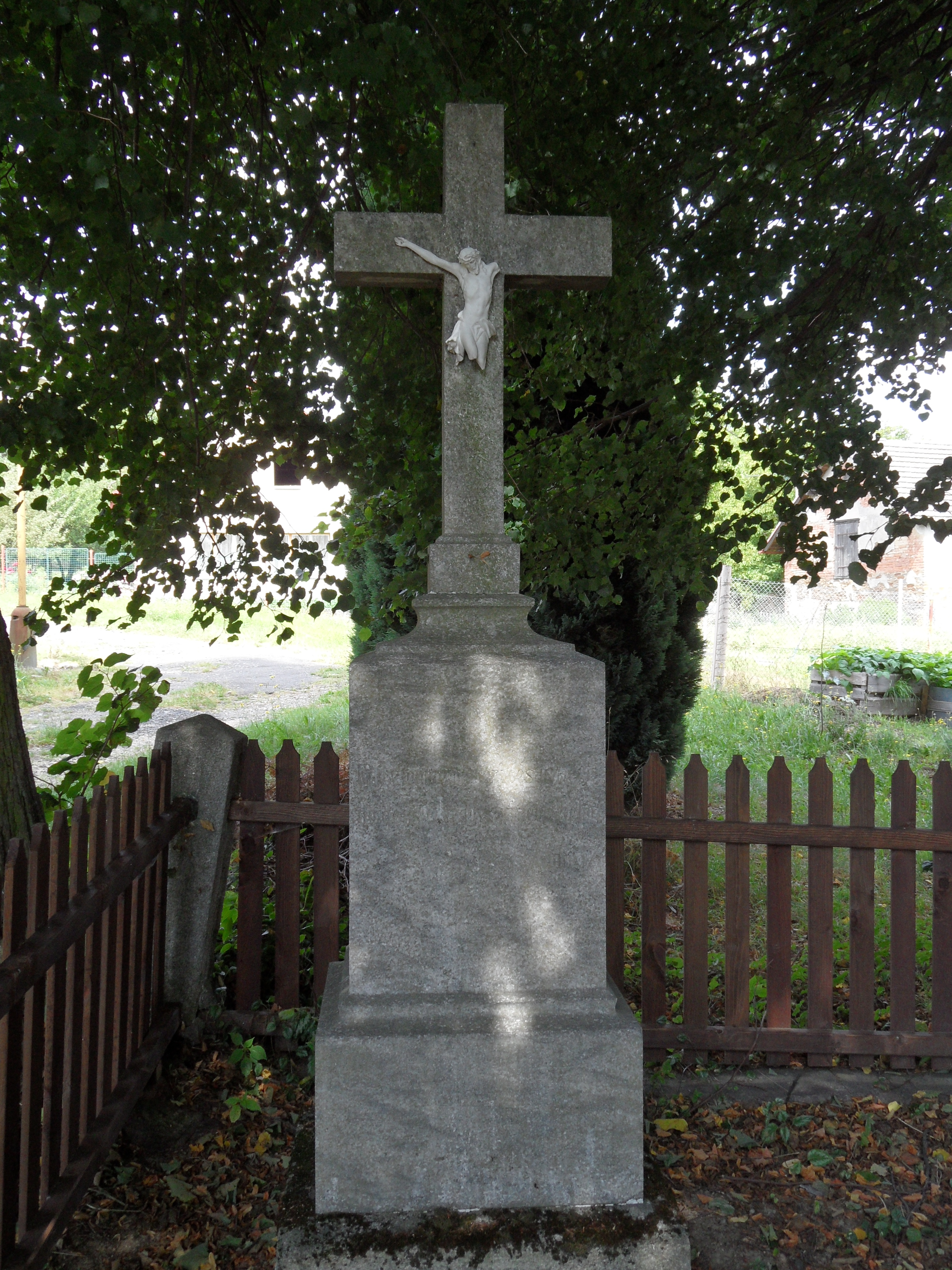
Křížek: detail